# Apple Music
Apple Music é um serviço de streaming de músicas e vídeos desenvolvido pela Apple. Os usuários escolhem as músicas para serem enviadas por streaming no seu dispositivo por demanda. O serviço inclui a estação de rádio da internet comissariado Apple Music 1. O Apple Music oferece recomendações de músicas baseado no gosto do usuário e é integrado aos comandos de voz do Siri. O serviço foi anunciado em 8 de junho de 2015 e lançado em 30 de junho de 2015. Novos assinantes recebem um período de teste gratuito antes que o serviço exija uma assinatura mensal.

## Visão geral
A Apple declarou na conferência Apple Worldwide Developers que o serviço seria lançado no final de junho de 2015 e seria gratuito nos três primeiros meses. Após esse período, ele irá custar US$9.99 por mês, perto do ponto de equilíbrio econômico para a indústria fonográfica estimado pelo Open Music Model.
Os usuários selecionam a música em um dispositivo, que, em seguida, joga no dispositivo via streaming pela internet e podem ser salvos no dispositivo para acesso off-line. Enquanto biblioteca de custos e de música da Apple Música são semelhantes a outros serviços de streaming de música, o serviço visa distinguir-se com recursos adicionais e exclusivos conteúdo.
A Apple Música inclui estações de rádio de Internet com curadoria de artistas famosos. Beats 1, a primeira estação, toca continuamente em 100 países e é composta pelo ex-DJ da BBC Radio 1 Zane Lowe, pelo DJ hip hop Ebro Darden, e por Julie Adenuga.
Uma terceira característica, Connect, é uma plataforma de blog onde os artistas compartilhar mídia com os fãs. Alguns meios de comunicação carregados será exclusivo para a plataforma Connect. O Apple Music também aceita os comandos de voz da Siri, incluindo os pedidos de músicas específicas e seleções mais generalizadas, como para o topo traçado faixas a partir de um período específico ou "a música de Selma".
O aplicativo da Apple música tem várias guias. A seção "For You", recomenda música para o usuário. Seleções de especialistas humanos complementam a curadoria algorítmica. Cada artista tem uma seção de "My Music", que mostra ambas músicas compradas e faixas disponíveis para streaming.

## História
Antes do Apple Music, o iPod e o iTunes da empresa eram conhecidos por terem "revolucionado a música digital". O ex-CEO da Apple, Steve Jobs, anteriormente era contra a ideia de serviços de música por assinatura. Após um período de boatos e antecipação, o Apple Music foi anunciado em junho de 2015 na Worldwide Developers Conference da Apple sendo o sucessor do serviço de streaming Beats Music com planos para lançamento no final do mês. A revelação de "mais uma coisa" tinha sido confirmada pelo CEO da Sony Music, Doug Morris, e por uma reportagem do The Wall Street Journal antes do anúncio. Morris acrescentou que ele espera que o serviço ajude a que a indústria fonográfica tenha a mesma prosperidade financeira de antes. Ele diz que os streams suportados por anúncios do Apple Music teriam um efeito halo no mercado onde o Spotify não foi capaz de obter lucro. O artista de hip hop Drake apareceu no palco do evento do anúncio para a reflexão sobre como ele usou a plataforma Connect. A Apple também enfatizou a forma de como os artistas não contratados poderiam participar do Connect.
O Apple Music foi lançado em 30 de junho de 2015, em 100 países. Os novos usuários recebem uma assinatura de teste de três meses, que após esse período é cobrada uma taxa mensal. Uma opção de plano família permite que até seis usuários compartilhem uma taxa reduzida. A Apple originalmente procurou entrar no mercado com um preço mais baixo para o serviço, mas a indústria da música rejeitou o plano. O serviço estreia como um dispositivo exclusivo iOS  o lado da atualização do mesmo dia do iOS 8.4. O suporte para dispositivos Apple TV e Android está planejado para ser lançado no terceiro trimestre de 2015. Uma canção inédita de Pharrell Williams chamada "Freedom" foi utilizada no material promocional e foi anunciada como um lançamento exclusivo no lançamento do serviço. O anúncio "History of Sound" para o lançamento do serviço do Apple Music foi a trilha sonora da melodia "There Is No Light" por Wildbirds & Peacedrums, de seu álbum The Snake de 2009.

## Recepção
O Apple Music recebeu um misto de comentários negativos no lançamento da sua interface intuitiva, a quantidade de bugs e problemas na vida útil da bateria e seus serviços off-line sendo contingente em usar o recurso iCloud Music Library. Este recurso tira a capacidade do usuário de sincronizar música local e causou caos nas bibliotecas de música de alguns usuários. No entanto, o serviço foi elogiado por suas funções inteligentes. O The Verge escreveu que o serviço foi semelhante ao dos seus contemporâneos em relação ao tamanho da biblioteca e custo. O Mashable notou a ênfase na curadoria humana da Apple Music, apontando as várias estações de rádio com curadoria humana e da exatidão das playlists com recomendações da curadoria para os usuários na seção For Me. O autor concluiu dizendo que "A seção For Me sozinha me deixou animado com a música pela primeira vez depois de um bom tempo." A Ars Technica escreveu que a ênfase da Apple sobre a participação do artista não contratado no Connect pode ser um esforço para restaurar a antiga reputação da empresa como um "tastemaker" em meados dos anos 2000.

### Política de pagamento de royalties
Pouco antes do lançamento Apple Music, a cantora Taylor Swift escreveu uma carta aberta ao público criticar a decisão da Apple de não reembolsar artistas durante período de teste gratuito de três meses de um usuário e anunciou que ela estaria segurando o seu álbum 1989 do serviço. Ela disse que a política era "injusta" como "Apple Music não estará pagando escritores, produtores, artistas e similares durante três meses." A gravadora independente do Reino Unido Beggars Group também criticou o período experimental de três meses, dizendo que lutou "para ver porque os proprietários e artistas de direitos devem ter este aspecto dos custos de aquisição de clientes da Apple".
O dia depois de a carta de Swift, Eddy Cue anunciou no Twitter que a Apple tinha mudado a sua política e que o Apple Music "irá pagar os artistas para o streaming, mesmo durante período de teste gratuito do cliente". No Twitter, Swift escreveu "Após os acontecimentos desta semana, eu decidi colocar 1989 na Apple Music... e feliz por isso". Ela concluiu dizendo que era "a primeira vez que me pareceu certo disponibilizar o meu álbum em streaming".

## Compatibilidade
O Apple Music é compatível com dispositivos rodando a versão 8.4 ou posterior do iOS, versão 12.2 ou posterior do iTunes (OS X Mavericks ou superior; Windows 7 ou superior), Apple Watch, HomePod e o Apple CarPlay. Ele recebeu também uma versão para dispositivos Android e Apple TV no segundo semestre de 2015. Também há suporte para Smart TVs da Samsung, Amazon Alexa e Sonos.

## Rádios

### Apple Music 1
Com estúdios em Los Angeles, Nova Iorque, Nashville e Londres, a Apple Music 1 é especializada na música pop, rap, R&B, e ainda música latina e africana. A Apple Music 1 tem como apresentadores principais Zane Lowe, Ebro Darden, Brooke Reese, Dotty, Hanuman Welch, Matt Wilkinson, Nadeska, Rebecca Judd e Travis Mills, e oferece uma programação com participação dos maiores nomes da música, incluindo Action Bronson, Billie Eilish, Elton John, Joe Kay, Lil Wayne, Frank Ocean, Vince Staples e The Weeknd, além de novos concertos musicais de Aitch, Kerwin Frost, HAIM, Lady Gaga, Nile Rodgers, Travis Scott, Charlie Sloth, Young M.A e muitos mais.

### Apple Music Hits
A Apple Music Hits tem um catálogo completo dos anos 80, 90 e 2000. A estação apresenta novos programas de artistas notáveis, conectando os ouvintes com as histórias por trás das músicas mais populares do mundo. Tem apresentadores como Jayde Donovan, Estelle, Lowkey, Jenn Marino, Sabi, Nicole Sky, George Stroumboulopoulos (“House of Strombo”), com especiais de Ari Melber e muitos outros.

### Apple Music Country
A Apple Music Country, é dedicado à música country. Tem como apresentadores nomes como Kelleigh Bannen, Ty Bentli, Bree, Alecia Davis, Ward Guenther, Nada e Tiera, além de concertos semanais de Ashley Eicher e Kelly McCartney, e ainda programas exclusivos de artistas como Jimmie Allen, Kelsea Ballerini, Dierks Bentley, BRELAND, Luke Bryan, Luke Combs, Morgan Evans, Florida Georgia Line, Pat Green, Willie Jones, Chrissy Metz, Midland, Rissi Palmer, The Shires, Carrie Underwood e Morgan Wallen.